# Maxime Awoudja
Maxime Aglago Awoudja (* 2. Februar 1998 in München) ist ein deutscher Fußballspieler togolesischer Abstammung. Er steht bei Rot-Weiß Erfurt unter Vertrag und war deutscher Nachwuchsnationalspieler.

## Karriere

### Verein
Im Alter von vier Jahren schloss Awoudja sich der Jugendabteilung der SpVgg Thalkirchen an. Später spielte er in der Jugend zunächst für den SV 1880 München und ab 2007 für den FC Bayern München. Er verwandelte im Finale der A-Junioren-Bundesliga 2016/17 gegen Borussia Dortmund einen Elfmeter und wurde Deutscher U-19-Vizemeister. Mit der zweiten Mannschaft des FC Bayern setzte Awoudja sich 2019 als Meister der Regionalliga Bayern in der Aufstiegsrunde zur 3. Liga durch. Mit der Reserve gewann er zudem den Premier League International Cup.
Zur Saison 2019/20 wechselte er zum VfB Stuttgart und unterschrieb einen Vertrag mit einer Laufzeit bis Juni 2021. Awoudja gab in der 2. Bundesliga am 26. Juli 2019 am 1. Spieltag gegen Hannover 96 für die Profimannschaft der Schwaben sein Debüt, als er für den verletzten Marcin Kamiński eingewechselt wurde. Dabei unterlief ihm in der 39. Spielminute, als er den Ball im Strafraum gegen Hendrik Weydandt blocken wollte, mit seinem ersten Ballkontakt das Eigentor zum 2:1-Endstand. In der 85. Minute wurde er mit Gelb-Rot des Feldes verwiesen, weil er in einem Zweikampf neben dem Ball auch Miiko Albornoz leicht getroffen haben soll. Bis zur aufgrund der COVID-19-Pandemie angeordneten Saisonpause folgten lediglich ein weiterer Zweitligaeinsatz sowie drei Spiele für die Oberligamannschaft. Mitte Mai 2020 zog sich der Verteidiger im Training einen Achillessehnenriss zu und fiel langfristig aus.
Am 31. Januar 2021 verlieh der VfB Stuttgart Awoudja bis zum Saisonende an den Drittligisten Türkgücü München. Für diesen kam er bis zum Ende der Leihe zu elf Drittligaeinsätzen. Vor der Saison 2021/22 wurde sein Vertrag beim VfB bis Juni 2023 verlängert. Zugleich wechselte er auf Leihbasis für eine Saison zum österreichischen Bundesligisten WSG Tirol. Für die WSG kam er bis zum Ende der Leihe zu 20 Einsätzen in der Bundesliga. Zur Saison 2022/23 kehrte er zunächst zum VfB Stuttgart zurück, wechselte jedoch kurz nach Saisonbeginn im August 2022 zum niederländischen Erstligisten Excelsior Rotterdam.
In der Eredivisie sammelte Awoudja zehn Einsätze, dazu zwei im niederländischen Pokal, nach der Saison 2022/23 lief sein Arbeitspapier in Rotterdam aus. Nach siebenmonatiger Vertragslosigkeit unterschrieb der Deutsch-Togolese am 1. Februar 2024 beim FC Rot-Weiß Erfurt in der Regionalliga Nordost bis Juni 2025.

### Nationalmannschaft
Am 17. April 2017 debütierte Awoudja für die deutsche U19-Nationalmannschaft gegen Dänemark. Bei der U19-Europameisterschaft 2017 spielte er gegen Bulgarien sowie England und verpasste mit Deutschland den Einzug in das Halbfinale. Für das deutsche U20-Nationalteam kam er am 4. September 2017 gegen Tschechien zu einem Einsatz.

## Erfolge
- Aufstieg in die Bundesliga: 2020